# キランバ
キランバ（ポルトガル語: Kilamba, Quilamba）は、アンゴラの都市。キランバ新都市（ポルトガル語: Nova Cidade de Kilamba）または単にキランバ市（Cidade do Kilamba）とも呼ばれる。首都ルアンダからは南へ30キロメートルの距離にあり、行政区画上ではルアンダ州、ベラス基礎自治体（ムニシピオ）に属すコムナ（Comuna）である。またベラス基礎自治体の首府が置かれている。
2012年に完成した計画都市のひとつで、中華人民共和国（中国）によって建設されたことで知られる。また完成して間もない頃はゴーストタウンとして（または中国が建設した海外の鬼城とも）紹介されたことがある。人口は約5.6万人（2014年国勢調査）。

## 歴史
アンゴラは1975年にポルトガルから独立したものの、直後に勃発したアンゴラ内戦による影響で長い期間国土は荒廃していた。2002年にようやく停戦が実現すると、豊富な地下資源（石油・ダイヤモンド）を元に急速な経済の成長が起こった。住宅需要の高まりとインフラ整備が急務となる中、2008年の国会選挙で当時の大統領ジョゼ・エドゥアルド・ドス・サントスは、「4年間で100万戸の建設」という公約を掲げた。
選挙に勝利したドス・サントスは、公約を実現するため大規模な開発プロジェクトを立ち上げた。これはかねてよりアンゴラへ関心を持っていた中国の投資家や企業の関心を呼び、中国中信集団公司が主導する形で新都市の建設が始まった。50の中国国営企業と400の中小企業が参加し、建設は急ピッチで進んだ。2010年11月、習近平国家副主席（当時）がキランバを視察しに訪れ、中国がアンゴラでインフラ整備と都市開発を援助していることを強調した。2011年7月11日にキランバ市が発足し、同月末には住居の売り出しが始まった。2012年にプロジェクトの1段階目は終了し、750棟の高層アパート、12の学校、100を超える小売店からなる新都市が完成した。総費用は35億ドルと見積もられている。しかし、2012年7月時点で販売されている2,800戸のうち契約が成立したのは220戸しかなく、当時の現地レポートではまばらな通行人、空の高層アパート、1店舗しか営業していないスーパーマーケットなど、街全体がゴーストタウン（鬼城）の様相を呈していたという。
国民の約2/3が一日2ドル未満で生活しているといわれている中、完成当初は最低価格は12万ドルでかつ住宅ローンが無い状態だったため、買い手が付かずほとんどが売れ残っていた。2013年、アパートの購入に政府が補助金を出す制度が施行されたことにより最低価格が9万ドルまで下げられたことと、需要の高まりと順調な経済発展の影響で入居者は増加傾向にある。2015年の推定人口は約8万人で、多くは政府で働く中流階級である。将来人口は20万人に増加すると推測されている。また今後も建設を続け、最終的には50万人が居住できる計画となっている。